# Celyphus unicolor
Celyphus unicolor är en tvåvingeart som först beskrevs av Frey 1941.  Celyphus unicolor ingår i släktet Celyphus och familjen Celyphidae.
Artens utbredningsområde är Filippinerna. Inga underarter finns listade i Catalogue of Life.